# 부천종합운동장
부천종합운동장(富川綜合運動場, Bucheon Stadium)은 대한민국 경기도 부천시 원미구에 있는 스포츠 시설이다. 주경기장은 천연잔디 필드와 몬도트랙이 갖춰진 경기장이며, 2001년 3월에 준공되었다.
주경기장인 축구와 육상 경기를 할 수 있는 다목적 경기장과 그 외 보조경기장, 테니스장, 인라인 스케이트장, 스포츠센터 등의 스포츠 시설로 구성되어 있다.
야외광장에서는 콘서트 등의 문화행사가 열리고 있다.

## 시설

### 주경기장
부천종합운동장은 2001년 완공되었으며 좌석수는 34,456석이다.부천 SK가 완공 직후부터 2006년 초 제주특별자치도로 연고지를 이전하기 전까지 홈 구장으로 사용하였으며, 2008년부터 챌린저스리그에 참여하는 부천 FC 1995의 홈 구장으로 사용 중이다. 2014년 9월 5일, 첫 축구 국가대표팀 평가전으로서 대한민국-베네수엘라전이 열렸다.
2015년(498석)부터 2017년까지 부천 FC 홈경기시 N석과 E석에 가변석이 운영됐다. 하지만 2018년부터 가변석은 운영되지 않는다.

### 축구전용경기장
2017년 처음 논의되기 시작했으며 종합운동장 내 보조경기장 부지를 이용한다. 먼저 5천 석 규모로 건설되며, 이후 1만 석 규모로 확장할 계획이다.

## 주요 개최 경기

### 축구

#### 남자축구 A매치
| 날짜           | 팀 1     | 스코어 | 팀 2       | 관중수 | 대회     | 득점자              |
| -------------- | -------- | ------ | ---------- | ------ | -------- | ------------------- |
| 2014년 9월 5일 | 대한민국 | 3 - 1  | 베네수엘라 | 34,456 | 친선경기 | 이명주, 이동국(2골) |

#### 여자축구 A매치
| 날짜            | 팀 1     | 스코어 | 팀 2 | 관중수 | 대회                            |
| --------------- | -------- | ------ | ---- | ------ | ------------------------------- |
| 2007년 6월 10일 | 대한민국 | 2 - 2  | 일본 | 5,000  | 2008 베이징 올림픽 최종예선 A조 |

#### 기타
| 날짜            | 팀 1     | 스코어 | 팀 2                     | 관중수 | 대회                                  |
| --------------- | -------- | ------ | ------------------------ | ------ | ------------------------------------- |
| 2009년 9월 18일 | 부천 FC  | 3 - 0  | 유나이티드 오브 맨체스터 | 23,320 | 월드풋볼 드림매치 2009 (친선경기)     |
| 2016년 6월 6일  | 온두라스 | 1 - 3  | 나이지리아               |        | 2016년 4개국 올림픽 국가대표 축구대회 |
| 2016년 6월 6일  | 대한민국 | 1 - 1  | 덴마크                   |        | 2016년 4개국 올림픽 국가대표 축구대회 |

## 주변 시설
- 부천종합운동장 근처에는 ● 서울 지하철 7호선, ● 수도권 전철 서해선 부천종합운동장역이 위치해 있다.
- 종합운동장 뒤편으로는 부천활박물관이 위치해 있으며 활박물관으로 200m정도 떨어진 곳에는 원미도서관이 위치해 있다.

## 기록

#### 개장경기
아디다스컵 2001 B조 1라운드 
 부천 SK 0 : 0 전북 현대 모터스

#### 축구 첫 골
이원식 (부천 SK)

(아디다스컵 2001 2라운드)

## 사진

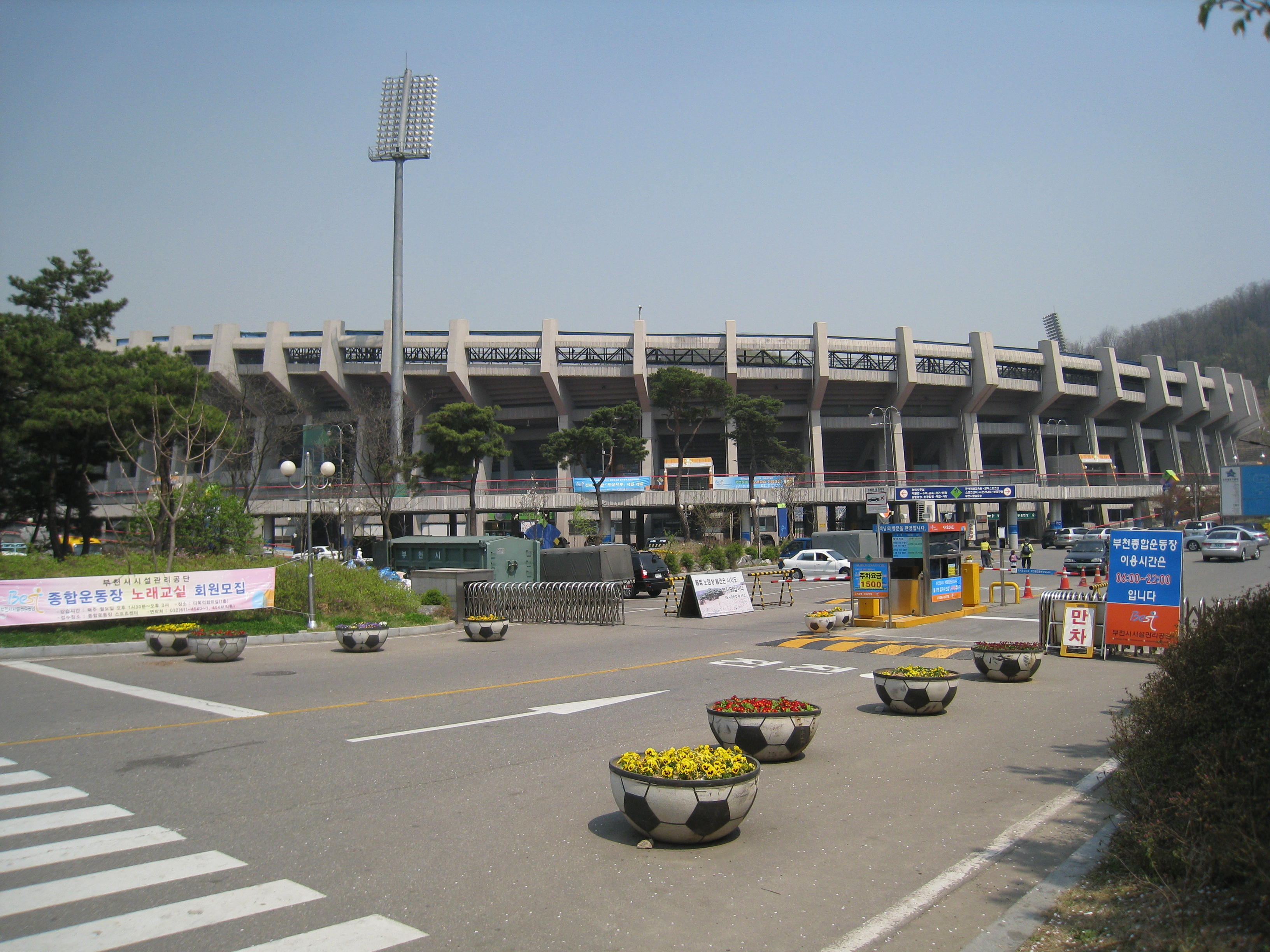
주경기장 외관
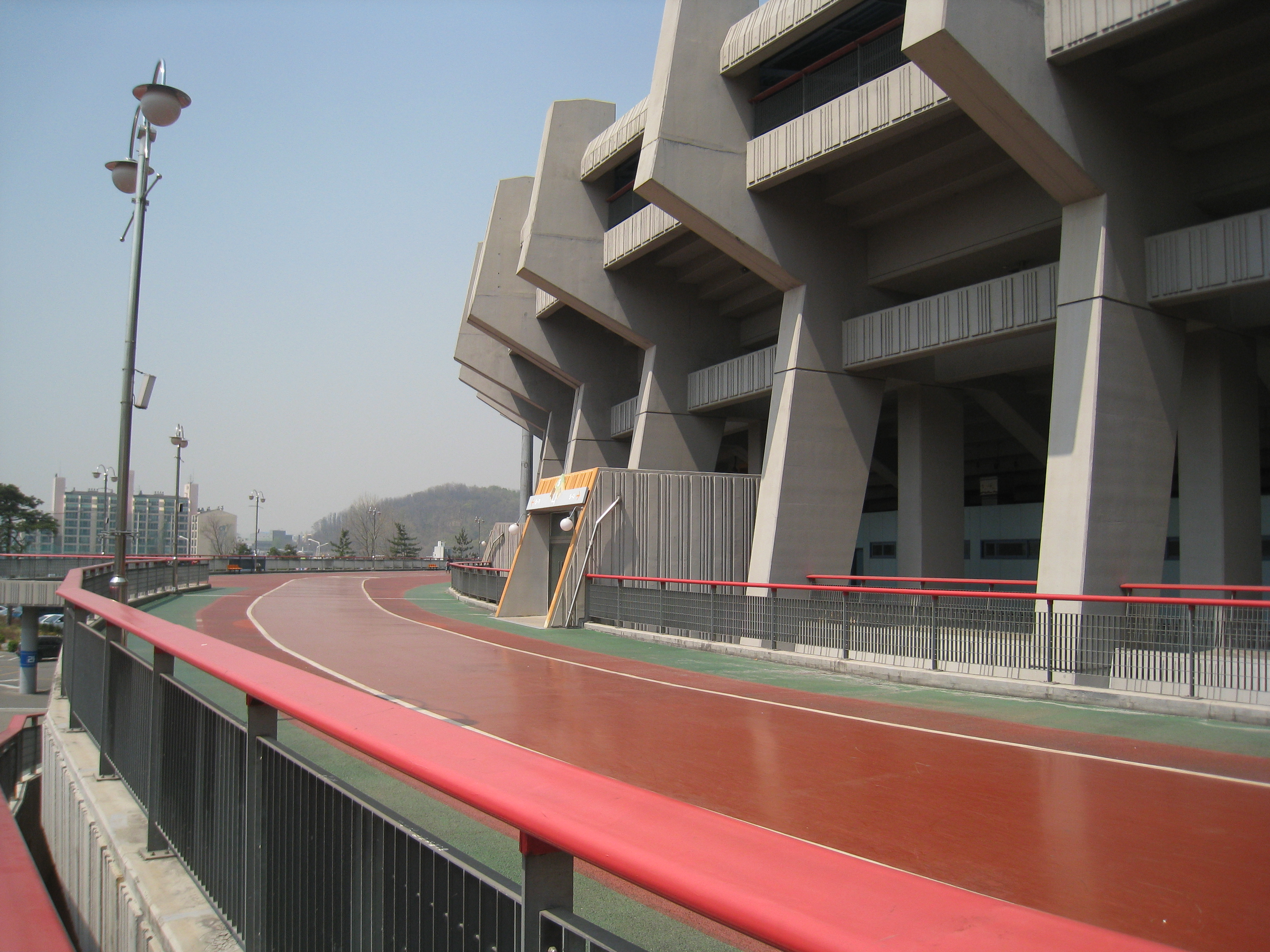
주경기장 외관
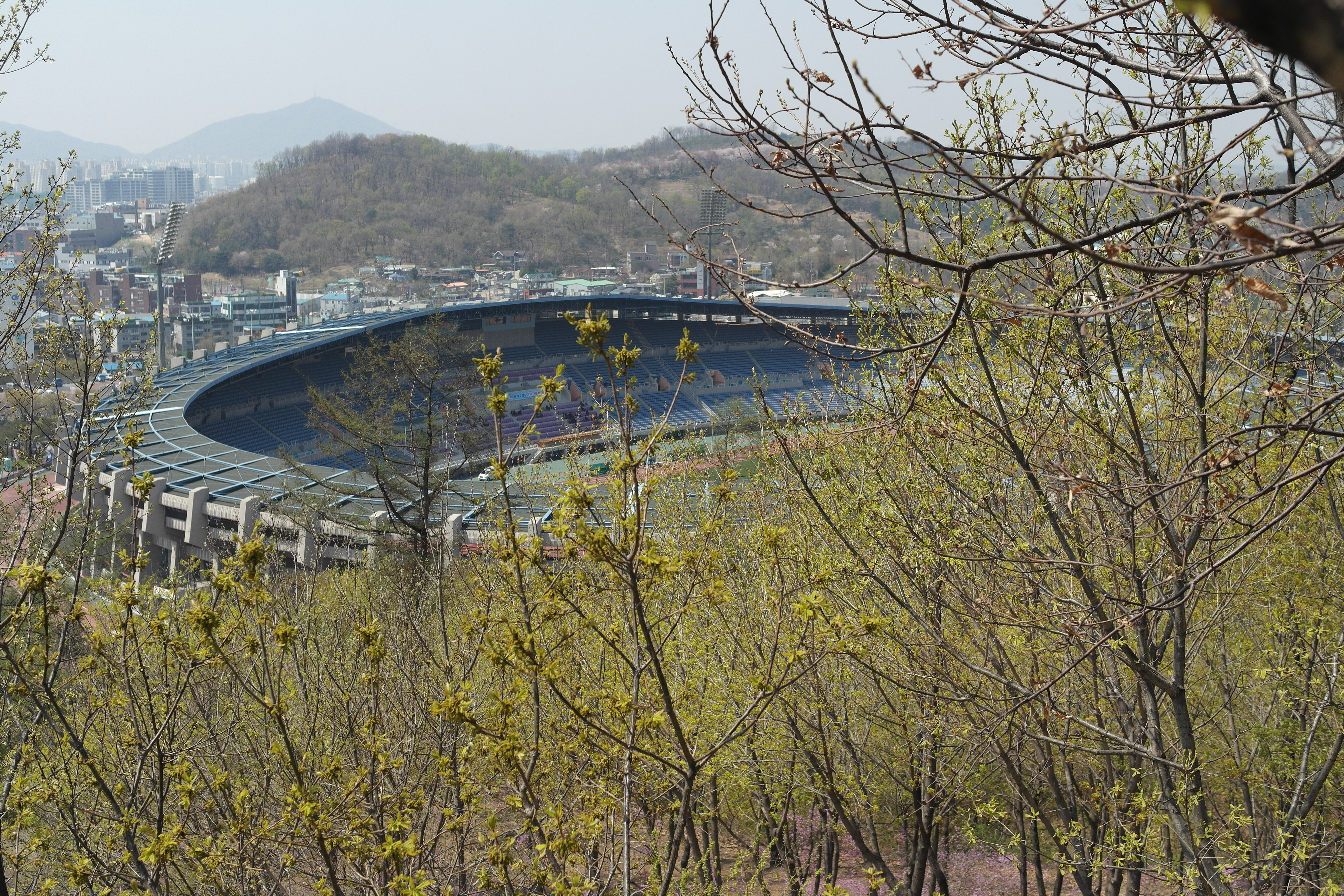
주경기장 전경
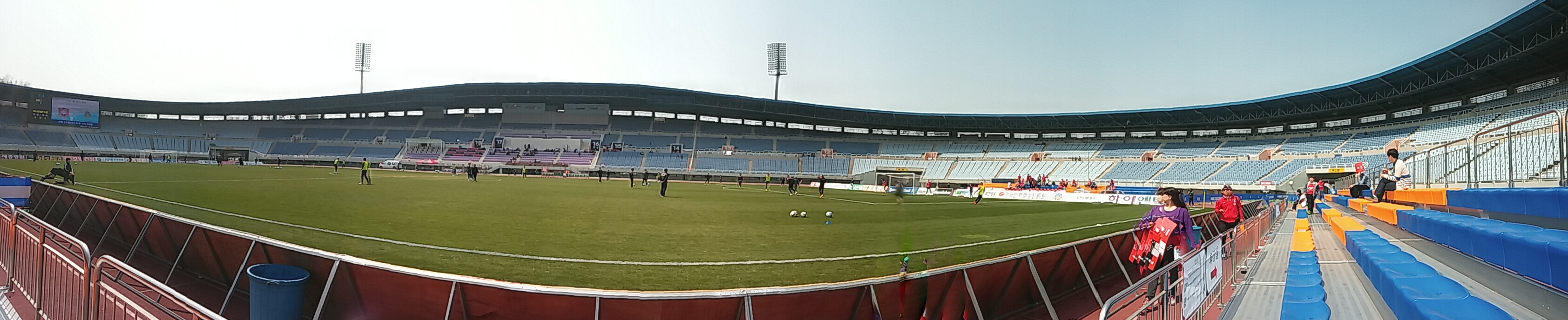
부천종합운동장 가변석에서 촬영한 파노라마 사진(2015년)

## 참고 문헌
- “부천종합운동장”. 부천도시공사.
- “부천종합운동장”. 부천시청.
- 〈부천종합운동장〉. 《두피디아》. 두산.
- 《전국 공공체육 시설 현황 (2017년말 기준)》. 대한민국 문화체육관광부. 2019.
- 《2019년 전국 공공체육시설 현황 (2018년말 기준)》. 대한민국 문화체육관광부. 2020.
- 《2020년 전국 공공체육시설 현황 (2019년말 기준)》. 대한민국 문화체육관광부. 2021.
- 《2023 전국 공공체육시설 현황 (2022년 12월말 기준)》. 대한민국 문화체육관광부. 2024.